# دانيلو بانتيتش
دانيلو بانتيتش (بالسيريلية الصربية: Данило Пантић) هو لاعب كرة قدم صربي في مركز الوسط، ولد في 26 أكتوبر 1996 في Ruma ‏ في صربيا. شارك مع منتخب صربيا تحت 17 سنة لكرة القدم ومنتخب صربيا تحت 19 سنة لكرة القدم ومنتخب صربيا تحت 21 سنة لكرة القدم. أما مع النوادي، فقد لعب مع فيتيسه آرنهم ونادي بارتيزان ونادي تشيلسي.

## وصلات خارجية
- دانيلو بانتيتش على موقع الاتحاد الأوربي (الإنجليزية)
- دانيلو بانتيتش على موقع قاعدة بيانات كرة القدم.إي يو (الإنجليزية)
- دانيلو بانتيتش على موقع Soccerbase.com (لاعب) (الإنجليزية)
- دانيلو بانتيتش على موقع Soccerway.com (الإنجليزية)
- دانيلو بانتيتش على موقع AS.com (الإسبانية)